# ブライアン・ヘイネン
ブライアン・ヘイネン（Bryan Heynen、1997年2月6日 - ）は、ベルギー・ブレー出身のサッカー選手。ベルギー・プロ・リーグ・ヘンク所属。ベルギー代表。ポジションはミッドフィールダー。

## クラブ経歴
KRCヘンクのユースにて育成された。2015年7月25日、OHルーヴェンとのリーグ戦でプロデビューを果たした。

## タイトル

### クラブ
ヘンク
- ベルギー・プロ・リーグ: 2018-19
- ベルギーカップ: 2020-21